# Renovació de la càrrega
La renovació de la càrrega  és un procés propi al motor de combustió interna alternatiu, en què la transformació de l'energia calorífica del combustible a energia mecànica aplicada al pistó i d'aquest al cigonyal es fa de manera cíclica. En la fase d'admissió entra aire pur en el Motor dièsel o barreja aire/combustible al motor de gasolina cicle Otto, una vegada realitzada la combustió els gasos resultants són expulsats en la fase d'escapament. És a dir la renovació de la càrrega està constituïda per la fase d'escapament i la fase d'admissió. En el motor de 4 temps (4T) es fan en fases
diferents, en el dos temps (2T) aquestes dues fases es realitzen de manera simultània.

Motor de quatre temps de gasolina, DOHC, a les fases 4 (escapament) i 1 (admissió) les de renovació de la càrrega.

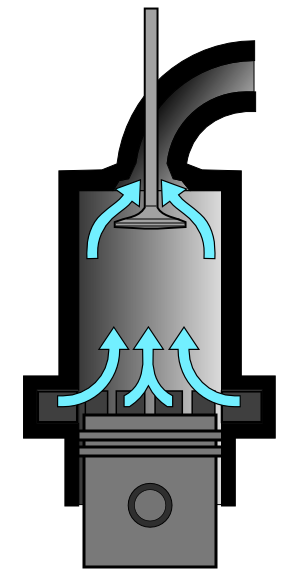
Renovació de la càrrega en un dièsel 2T: admissió per lluernes i escapament per vàlvules.